# Нічка жахів (фільм, 2011)
«Нічка Жахів» (англ. Fright Night) — американський фільм Крейга Гіллеспі в форматі 3D, рімейк однойменної картини 1985 року.
Автор українського перекладу — Сергій SKA Ковальчук.

## Сюжет
У старшокласника Чарлі Брюстера справи пішли в гору: він став частиною крутої тусовки і почав зустрічатися з найпопулярнішою дівчиною в школі. Він навіть почав підколювати свого найкращого друга. Але раптово все міняється. Новий сусід Джеррі, здається, на перший погляд звичайною людиною, але Чарлі відчуває недобре. Всі навколо, включаючи маму Чарлі не помічають нічого підозрілого. Встановивши спостереження за сусідом, Чарлі дізнається страшну таємницю: його сусід — вампір! Нездатний переконати в цьому оточуючих, Чарлі вирішує знайти спосіб позбутися від монстра самостійно.

## В ролях
- Антон Єльчін — Чарлі Брюстер
- Колін Фаррелл — Джеррі Дендрідж
- Крістофер Мінц-Плассе — Едвард «Злий Ед» Лі
- Девід Теннант — Пітер Вінсент
- Імоджен Путс — Емі Пітерсон
- Тоні Коллетт — Джуді Брюстер
- Дейв Франко — Марк
- Рід Юінг — Бен
- Сандра Вергара — Джинджер
- Мішель Вотерсон — вампірка
- Ді Бредлі Бейкер — вампіри (озвучення)